# 清国王
清国王（しんこくおう、または璧、? - 紀元前432年）は、第30代箕子朝鮮王。王在位期間は、紀元前465年 - 紀元前432年。諡は清国王。諱は璧。王位は導国王（澄）が継承。